# Tanjung Tawang
Tanjung Tawang is een bestuurslaag in het regentschap Empat Lawang van de provincie Zuid-Sumatra, Indonesië. Tanjung Tawang telt 1493 inwoners (volkstelling 2010).